# Rhyacophila gudrunae
Rhyacophila gudrunae là một loài Trichoptera trong họ Rhyacophilidae. Chúng phân bố ở miền Cổ bắc.